# 西本三十二
西本 三十二（にしもと みとじ、1899年〈明治32年〉1月2日 - 1988年〈昭和63年〉1月9日）は、日本の教育学者。大学で教鞭を取った後に日本放送協会職員として放送教育の実践を行った。

## 経歴
1899年（明治32年）大阪府に生まれる。1916年（大正5年）大阪府立八尾中学校を卒業後、大阪府師範学校第二部を経て、1923年にコロンビア大学教育学部を卒業した。1924年に同大学修士課程を卒業した。1925年 - 1928年に帝塚山学院高等女学部を創設した。1928年（昭和3年）、奈良女子高等師範学校教授に就任した。この際、ラジオ番組を受け持つ機会に恵まれると、次第に自分の理想の教育をラジオを通じて実践したいという思いが高まり、1932年（昭和8年）に教授職を辞して日本放送協会に入る。NHK参事、大阪中央放送局教育課長、札幌中央放送局長などを歴任した。1946年（昭和21年）に日本放送協会を辞職し、翌年に日本放送教育協会会長に就任した。1949年に成蹊大学教授、1953年（昭和28年）に国際基督教大学教授、1967年（昭和42年）から帝塚山学院大学学長を歴任した。

## 受賞歴
- 1953年 - NHK放送文化賞[1]
- 1954年 - 藍綬褒章[1]
- 1955年 - 社会教育功労賞[1]
- 1958年 - 前島密賞[1]
- 1969年 - マグサイサイ賞[要出典]

## 著作等
- 『秀才の心理と其教育』宝文館出版、1927年。
- キルパトリック 著、西本三十二 訳『文明の推移と新教育』宝文館、1927年。
- 『教授法原論 討論型式』東洋図書、1928年。
- 『人間學習の指導原理』（講述） 大阪寶文館、1931年。
- 『学校放送の理論と実際』目黒書店、1935年。
- 『放送教育の諸問題』日本放送出版、1943年6月15日。NDLJP:1142816。
- 『智能と智能測定法』牧書房、1947年。
- 『民主生活と討論討議法』牧書房、1947年。
- 『放送教育の展望 : 放送教育二十年』東洋館出版社、1953年6月30日。NDLJP:3043969。
- 『テレビ教育論』日本放送教育協会、1960年7月1日。NDLJP:9580675。
- 『テレビ教育展望 : 放送教育三十年』日本放送教育協会、1963年7月1日。NDLJP:3044071。
- 『放送教育新論 : 原理と実践』日本放送教育協会、1971年7月20日。NDLJP:12160049。